# Tant que le soleil frappe
Pour plus de détails, voir Fiche technique et Distribution.
Tant que le soleil frappe est un film dramatique français réalisé par Philippe Petit et sorti en 2022.

## Fiche technique
- Titre original : Tant que le soleil frappe
- Réalisation : Philippe Petit
- Scénario : Philippe Petit et Marcia Romano
- Musique : Andy Cartwright
- Photographie : Pierre-Hubert Martin
- Montage : Valentin Feron
- Décors : Christophe Couzon
- Costumes : Floriane Gaudin
- Production : Frédéric Dubreuil
- Société de production : Envie de Tempête Productions
- Société de distribution : Pyramide Distribution
- Pays de production :  France
- Langue originale : français
- Format : couleur — 2,35:1
- Genre : Drame
- Durée : 85 minutes
- Dates de sortie :
  - Italie : 3 septembre 2022 (Venise)
  - France : 
    - 24 octobre 2022 (Montpellier)
    - 8 février 2023 (en salles)

## Distribution
- Swann Arlaud : Max
- Sarah Adler : Alma
- Grégoire Oestermann : Paul Moudenc
- Pascal Rénéric : Gaspard
- Lee Fortuné-Petit : Margot
- Djibril Cissé : lui-même
- Marc Robert : Tom
- Philippe Petit : Seb